# La viuda millonaria
La viuda millonaria es una serie de televisión venezolana producida por la fundación Villa del Cine y la fundación Corazón Llanero Multimedia, transmitida por TVes en 2017. Esta serie está basada en el popular tema folclórico, La Viuda Millonaria, de 1981, del reconocido cantautor de música llanera, Santiago Rojas. 
Es protagonizada por la actriz Lula Bertucci, y el cantante y actor, Pedro Luis Blanco. Cuenta con 13 capítulos en total. Fue estrenada el 21 de febrero de 2017 en el horario de 8:00pm.
Es hasta ahora la producción más exitosa transmitida por TVes.[cita requerida]
El 4 de junio de 2017 la serie fue renovada para una segunda temporada que inició grabaciones una semana después el 14 de junio. La segunda temporada se estrenó el domingo 18 de febrero de 2018 a las 8pm por TVes y la difusión simultánea en Corazón llanero a las 6pm.

## Sinopsis
Benilde, más conocida como “La Viuda Millonaria”, una adinerada mujer dueña de la hacienda “Buenaventura” en el pueblo Llano Alto, se dispone a comprar el amor de un joven llamado Nicasio Blanco, que sueña con ser famoso interpretando música llanera, pero se dice que a todos los maridos que ha tenido, en lo que le dejan de funcionar, los mata como si se tratara de una mismísima viuda negra.
En el velorio de su último esposo anuncia a los presentes que solamente se casará una vez más y con alguien que pueda llenar sus necesidades. En esta búsqueda da con Nicasio, un joven que es hijo de Dolores Hernández, una mujer encargada de hacer la dulcería criolla más reconocida de todo el pueblo. Sin rodeos le propone prácticamente "comprar" a su hijo y tenerlo como marido, quien se fija en él por ser un hombre puro, necesario para romper una maldición que la condenaría a secarse como un árbol de ciruela.
A fin de cuentas Dolores acepta y es cuando Benilde le hace la propuesta al joven Nicasio, el cual acepta olvidándose de su novia María. Los problemas y las peripecias que tendrán que pasar hasta el día de la gran boda serán muy divertidos, sobre todo cuando llegue Fernanda, la hija de la Viuda, que viene de Inglaterra luego de haber estudiado medicina.
Las aventuras comienzan cuando se rumora que la doña asesina a sus esposos y Nicasio teme morir. Los cuentos de pueblo acerca de Benilde terminan trastornando al pobre Nicasio que realizara un plan para enviar a la señora al cementerio. Lo que no sabe es que las cosas cambiarán al último momento dándole a la historia un final inesperado.

## Letra de Santiago Rojas
La Viuda Millonaria
I 
Estando yo jovencito 
me di la mano con la viuda de una hacienda 
ella tenía más o menos setenta años 
pero cuando se arreglaba quedaba como una reina. 
La cosa empezó una tarde 
cuando mi madre conversó una rato con ella 
yo sí noté que ese otro día en la mañana 
mi mamá me compró ropa y una bicicleta nueva.
El cuarto día por la tarde 
llegó la viuda a mi casa en una yegua 
y le dijo a mi mamá: 
"oiga, señora, la laguna donde queda 
para que mi yegua coma y un poco de agua que beba 
y si no queda tan lejos,  ¿por qué su hijo no me lleva?".
La acompañé con cariño
y en el camino me dijo en forma sincera 
"escúcheme, hijo, soy la viuda millonaria 
y ando buscando un muchacho que me quiera 
que conozca bien de llano y que sea de familia buena 
y que para andar conmigo de gancho no le dé pena". 
Yo le dije "eso es conmigo, 
pero primero es preciso que comprendas 
yo necesito que usted me ponga a mi nombre 
unas cuatrocientas reses, con cuatro leguas de tierra" 
Me dijo: "no se preocupe, si nos casamos tendrá todo lo que quiera 
y andará para arriba y para abajo 
conmigo siempre a su lado, porque soy su compañera".
La tarde del casamiento cuando llegué a la iglesia con la vieja 
cuatro muchachas que estaban cerca a la puerta 
cuando nos vieron formaron una rochela 
diciendo: "qué cosa rara, la novia nada que llega 
pero el novio llegó 'alante abrazado con la suegra". 
Realizado el casamiento nos esperaba en la calle una ranchera 
para llevarnos hasta la fiesta de gala 
donde esa noche había gente como piedra 
mis amigos me decían: "te felicito, panela, pero, ¿dónde esta tu esposa?,  
que has llegado con tu abuela"' 
II 
Como yo era muy muchacho 
tenía que hacer todo lo que ella dijera 
un día me dijo: "vamos un momento al pueblo 
yo voy manejando el carro o si no de pasajera". 
Como yo estaba aprendiendo 
llegando al pueblo me monté por una acera 
pero no vi que había matado a un musiú 
que estaba en ese momento en la puerta de una tienda.
Ella arregló todo aquello
con abogado, con palanca y con moneda 
y al dirigirnos donde ella tenía una quinta 
una muchacha estaba esperando afuera 
y le dijo: "mamaíta yo me vine de Inglaterra 
porque hace veinticuatro horas allá se prendió la guerra".
La muchacha muy curiosa
le preguntó que de qué parte yo era 
y la viejita le respondió con malicia
este es un niño que yo tengo allá en la hacienda
pa' que revise el ganado y las gallinas a tienda 
le eche comida a los gatos, a un cochino y a una perra. 
Yo recordé claramente
lo que mi primo me dijo una Nochebuena: 
"esa viejita con la que tú te casaste 
se le han muerto cuatro esposos porque ella los envenena". 
La muchacha y su mamá
aquella tarde preparaban una cena 
y yo también un tubo de matarrata
se lo vacié completico en una taza de avena. 
Yo me escondí entre el solar 
y entre la quinta se prendió la sampablera 
cuando la joven vio el estuche del veneno 
a su mamá le dijo en forma altanera: 
"no te cases con criaturas que solo aspiran moneda 
además tu esta viejita y te la pasas enferma". 
La viejita le contesta
muerta de rabia:  "muchacha no seas grosera 
no tengo canas y arrugas sobre mi cara 
y ahora es cuando yo me considero tierna 
con viejos no quiero nada porque eso me desconsuela 
qué hago con caja y sin fósforo, con cigarro y sin candela".

## Reparto
- Lula Bertucci - Benilde Garrido
- Pedro Luis Blanco - Nicasio González Blanco
- Naholy García - María
- Daifra Blanco - Dolores Hernández
- Jesús Cervó - Padre Salvador (primera temporada)
- Luisana Beyloune - Dalila (primera temporada)
- Dulce Vallenilla - Fernanda Álvarez
- William González - Sietecueros
- Antonio Cuevas - Bruno
- Damián Genovese
- Orlando Hernández
- Jennifer Flores - Matilde Garrido
- Hans Cristopher - Augusto
- Maritza Cabello - Perfecta
- Jorge Luis Segura - Francisco
- Antonieta Colón -  Isabel
- Santiago Rojas - Benito  (participación especial)
- Luis Lozada "El Silbón" (participación especial)
- Absalón de los Ríos - Ignacio Arriechi (segunda temporada)
- Rey Armas como Rey Armas (participación especial)

## Producción
- La serie fue rodada en Villa de Cura, estado Aragua,[3] durante finales de enero de e inicios de febrero de 2017.
- Contó con la participación del Movimiento Corazón Llanero y el ministerio para la Cultura.
- Es la primera producción tipo serie que realiza la Villa del cine, quien acostumbra a realizar solo películas o documentales.[3]